# Sbata
Sbata (en arabe : سباتة) est un des 16 arrondissements de la ville de Casablanca. Il fait partie de la préfecture d'arrondissements de Ben M'sick.
Depuis les élections communales de 2021, le maire de l'arrondissement est Taoufik Kamil (كامل توفيق) , député et homme d'affaires.

## Histoire
L'arrondissement de Sbata est populaire, bien fréquenté et bien situé. Les premières importantes constructions ont débuté vers la fin des années 1950. Ses terres font partie de la terre de Jamaa, qui a laissé son nom à un quartier de Sbata, la cité Djamâa. Le quartier lui-même porte le nom de la société Sbata qui y vendait des terrains. Le quartier s'est développé autour d'ouvrages tels que hammams, mosquées et une station d'essence.
Aujourd'hui, il fait partie de la Préfecture d'arrondissements de Ben M'sick et est limitrophe du quartier de Moulay Abdellah. Il abrite aussi des logements HLM. Il est connu par ses avenues Ennil et Oued Edahab, ainsi que par son boulevard du Commandant Driss El Harti (militaire tué en 1979 à la Bataille de Smara). Ce boulevard est aussi connu sous le nom de شارع شجر, ou « boulevard des arbres », en référence aux nombreux arbres qui séparaient autrefois les deux directions de la circulation automobile. Ces arbres ont été enlevés pour construire une nouvelle ligne du Tramway de Casablanca. 
Les premières maisons de Sbata (le plus vieux quartier de Sbata) se composent de blocs non loin du premier et seul cinéma du quartier - Cinéma Madania, qui n'existe plus maintenant.

### Élections de 2021
Au lendemain des élections de 2021, le président de l'arrondissement Sbata devient Monsieur Taoufik Kamil (كامل توفيق), membre du RNI et mari du maire de Casablanca, Nabila Rmili. 

### Ancien présidents
- Said Kachani (PJD)

## Transport
L'arrondissement est bien desservi par les transports en commun. On peut s'y rendre depuis le centre-ville en empruntant les bus no 28, 81, 11, 107, 60, 501, 63, 64, 65, 67, 143 ou 72. De plus, les grands taxis blancs à 6.5 DH en direction du centre-ville permettent d’y aller.
Par ailleurs, le quartier est connu par son stade ba M'hammed, son grand marché Kissariat et sa mosquée المسجد العتيق (détruite et reconstruite). Par ailleurs, d'autres points d'attractions économiques ne sont pas loin comme le marché de gros ou marché "korea", qui est le cœur économique de Casablanca.

## Éducation
Sbata se trouve à proximité de plusieurs grandes écoles et universités marocaines, notamment de la Faculté de Lettres et celle des sciences de Ben M'sick, la Faculté de lettres d'Ain Chok et bien d'autres. Plusieurs générations de jeunes de la région ont fréquenté le seul lycée existant à proximité dans les années 1970, le lycée Moulay Ismail.
- Lycées : Hassan II, Oued Dahab, Charif El Idrissi, Ben M'sick

## Personnalités liées à ce quartier
- Khadija El Bidaouia (1953-2022), chanteuse marocaine